# Cmentarz w Hosby
Cmentarz w Hosby – (est.Noarootsi kalmistu) – przykościelny cmentarz estońskiego kościoła ewangelicko-luterańskiego. Jest położony w centrum wsi Hosby, otacza Kościół św. Katarzyny. Obiekt w 1997 roku został wpisany na listę narodowych zabytków Estonii. Cmentarz składa się z dwóch części staraj otaczającej kościół oraz nowszej założonej w XIX wieku na północ od kościoła. Otoczony jest ogrodzeniem w postaci około metrowej wysokości muru powstałego z ułożonych na sobie bez zaprawy kamieni narzutowych. W starej części okalającej kościół zachowały się XVIII i XIX wieczne charakterystyczne nagrobki (najstarszy z 1735 roku). Przy południowej ścianie kościoła znajdują się groby rodziny Ungern-Sternberg baronów Rosen. Między innymi malarza Johanna Karla Emmanuela Ungern von Sternberg (1773 - 1830).  W nowej części cmentarza wybudowano w 1935 roku granitowy pomnik wolności, który został zniszczony w czasie okupacji radzieckiej. Pomnik został odbudowany w latach dziewięćdziesiątych XX wieku. Umieszczono na nim nazwiska poległych mieszkańców Hosby z okresu obu wojen światowych.